# Erebia venturiensis
Erebia venturiensis är en fjärilsart som beskrevs av Chobaut 1913. Erebia venturiensis ingår i släktet Erebia och familjen praktfjärilar. Inga underarter finns listade i Catalogue of Life.